# Juin 1809

## Événements
- 6 juin : début du règne du roi Charles XIII de Suède (fin en 1818)[1].

- 10 juin : le pape Pie VII riposte à l'annexion des États pontificaux par la bulle Quam memoranda qui excommunie Napoléon[2].

- 14 juin : victoire franco-italienne à la bataille de Raab contre l'Autriche[3]. L’insurrection nobiliaire hongroise est dispersée à Györ par les troupes de Napoléon, mais l’Empereur n’exploite pas sa victoire pour occuper le pays.

- 29 juin : premier complot du général Malet.

## Naissances
- 4 juin : John Henry Pratt (mort en 1871), géodésiste et pasteur anglais.
- 11 juin : Antoni Piotruszyński, artiste peintre polonais († 28 décembre 1885).
- 24 juin : Élisa Mercœur, poétesse française († 7 janvier 1835).

## Décès
- 8 juin : Thomas Paine, homme politique et pamphlétiste américain (° 29 janvier 1737).